# 陈黎明
陈黎明（1962年12月—），浙江天台人，汉族，中国共产党党员。中国人民解放军海军指挥学院作战指挥系作战指挥教研室教授，第十三届全国人民代表大会解放军和武警部队代表。

## 生平
2018年，陈黎明被选为解放军和武警部队出席第十三届全国人民代表大会代表。